# Tubulicium dussii
Tubulicium dussii är en svampart som först beskrevs av Narcisse Theophile Patouillard, och fick sitt nu gällande namn av Oberw. ex Jülich 1979. Tubulicium dussii ingår i släktet Tubulicium och familjen Hydnodontaceae.   Inga underarter finns listade i Catalogue of Life.